# San Esteban del Molar
San Esteban del Molar é um município da Espanha na província de Zamora, comunidade autónoma de Castela e Leão, de área 24,99 km² com população de 166 habitantes (2007) e densidade populacional de 6,72 hab/km².

## Demografia
| Variação demográfica do município entre 1991 e 2004 | Variação demográfica do município entre 1991 e 2004 | Variação demográfica do município entre 1991 e 2004 | Variação demográfica do município entre 1991 e 2004 |
| --------------------------------------------------- | --------------------------------------------------- | --------------------------------------------------- | --------------------------------------------------- |
| 1991                                                | 1996                                                | 2001                                                | 2004                                                |
| 241                                                 | 196                                                 | 174                                                 | 168                                                 |